# Ciro Vigorito
Ciro Vigorito (Ercolano, 6 maggio 1939 – Avellino, 26 ottobre 2010) è stato un dirigente sportivo, giornalista e imprenditore italiano operante nel settore delle fonti di energia rinnovabile.
A lui è intitolato lo Stadio Ciro Vigorito, in precedenza denominato Santa Colomba, principale impianto sportivo della città di Benevento. Era il fratello di Oreste Vigorito, presidente del Benevento Calcio.

## Biografia
Originario di Ercolano, sposato con la signora Maria e padre di due figli, Gaetano e Massimo. Muore nel 2010, all'età di 71 anni.

## Carriera

### Avellino
Ciro Vigorito si trasferisce ad Avellino nel 1974 dove lavora come funzionario per l'Inps. Ad Avellino si dedica anche al giornalismo, fondando una delle prime radio private irpine, Radio Alfa. Successivamente diventa responsabile dell'ufficio stampa dell'Inps. Nei primi anni '80 entra nel mondo del calcio, per poi ricoprire la carica di responsabile dell'ufficio stampa per l'Avellino all'epoca della Serie A. Successivamente, insieme al fratello Oreste, si dedica nel settore eolico delle fonti di energia rinnovabili.

### Benevento
Ciro Vigorito, insieme al fratello Oreste, inizia l’avventura col Benevento Calcio nel marzo 2006 con il ruolo di amministratore delegato, rilevando la società in Serie C2 in seguito alla gestione Tescari.

#### Settore Giovanile
Ciro Vigorito è stato anche responsabile del settore giovanile del Benevento Calcio.
Nella stagione 2008-2009, invece, sotto la sua presidenza, la formazione Berretti guidata da Stefano Furno, ha conseguito il titolo nazionale nella finale contro il Monza (andata casalinga 3-2, ritorno esterno 1-1).

### Morte
In seguito alla sua morte, avvenuta il 26 ottobre 2010, il 2 novembre 2010 lo stadio Santa Colomba di Benevento cambia denominazione in stadio Ciro Vigorito, per commemorarne la scomparsa.

## Riconoscimenti
- Il gladiatore d'oro 2009, assegnato dalla Provincia di Benevento in collaborazione con il Comune di Benevento e la Regione Campania.[6]